# Windows 93
Windows 93 (muitas vezes estilizado como WINDOWS93) é um site estilizado para parecer e funcionar como um sistema operacional, frequentemente chamado de sistema operacional Web e uma paródia da série Windows 9x. Foi desenvolvido e é gerenciado por dois músicos e programadores franceses que atendem pelos nomes jankenpopp e Zompectro. O site apresenta vários aplicativos da web que fazem referência e apresentam memes da Internet do final dos anos 1990 e início dos anos 2000.

## História

### Versão 0
A versão 0 é uma prova de conceito inicial que jankenpopp deu ao Zompectro. Possui um menu inicial interativo e ícones arrastáveis.

### Versão 1
A versão 1 é a primeira versão de lançamento, concluída em 1 de novembro de 2014. Ela adicionou mais funcionalidades ao Windows e ao menu Iniciar e introduziu vários aplicativos (para um total de 38), incluindo um navegador totalmente funcional.

### Versão 2
A versão 2 é a versão anterior do Windows 93, publicada em 10 de junho de 2017. A versão 2 adicionou a unidade A: que permite aos usuários armazenar arquivos, executar JavaScript personalizado e aplicar CSS personalizado do armazenamento local do navegador. Ele introduziu vários outros aplicativos, incluindo o Trollbox, um aplicativo de bate-papo na web; e Bindowzuchan, um imageboard (ambos já descontinuados).

### Versão 3
A versão 3 foi anunciada em 24 de outubro de 2022 e totalmente lançada em 14 de fevereiro de 2023. Em novembro, um e-shop foi aberto, junto com uma carta dos desenvolvedores e um roteiro da versão 3.